# Beilhiques de Canique
```
   |-
       |
Erro:
:  
valor não especificado para "
nome_comum
"
```

Beilhiques de Canique (em turco: Canik beylikleri) é um grupo de pequenos principados oguzes no norte da Anatólia durante os séculos XIV e XV. A. Bryer conecta o topônimo Chanik com o nome "Chani" que os povos de Cali chamam a si mesmos.

## História
Após a Batalha de Köse Dağ em 1243, o Ilcanato alcançaram uma hegemonia sobre a Anatólia. Os sultões seljúcidas da Turquia tornaram-se os fantoches dos ilcânidas e os antigos generais Seljúcidas, bem como as tribos oguzes dentro do reino seljúcida que aceitaram a suserania dos ilcânidas, estabeleceram-se como principados semi independentes chamados beilhiques da Anatólia. No entanto, na região central do mar Negro, da Anatólia, faltava um líder dominante, e uma série de beilhiques surgiu, governadas pelos membros da mesma família. Aqueles beilhiques eram menores que os beilhiques nas outras regiões da Anatólia e eram vassalos nominais dos Eretinidas. Eles viviam em uma guerra frequiente e sua história é altamente turbulenta. Os historiadores chamam todos eles de beilhiques de Canique (Canik). (Hoje em dia Canik é o nome de um sistema de montanhas na região do Mar Negro Oriental, bem como onde encontram-se os segundos municípios ao nível da Grande Samsun).

## Os beilhiques
Na tabela, a seguir, constam os nomes, os quais geralmente se referem ao fundador do beilhique, (onde o sufixo "...oğulları" significa "filhos de") com a exceção de Bafra (Bafra é hoje um distrito na província de Samsun, na Turquia) que é o nome da capital do beilhique.
| Name do beilhique  | Capital  | Fim da duração |
| ------------------ | -------- | -------------- |
| Beilhique de Bafra | Bafra    | 1460           |
| Hacıemiroğulları   | Mesudiye | 1427           |
| Kubatoğulları      | Ladik    | 1428           |
| Kutluşah           | Amasya   | 1381           |
| Tacettinoğulları   | Niksar   | 1415           |
| Taşanoğulları      | Merzifon | 1398           |

Todos os beilhiques foram incorporados ao Império Otomano.

## Os monarcas
Alguns membros das dinastias são:
Kutluşah:
- Hacı Kutlu Şah Bey (1340-1361)
- Hacı Şâdgeldi Bey (1361-1381)
- Fahrüddîn Ahmed Bey (1381-1393)

Tacettinoğulları (Tâcüddînoğulları)
- Tâcüddîn Doğan Şah (1308-1346)
- Tâcüddîn Bey (1346-1387)
- Mahmud Çelebi (1387-1423)
- Hüsâmüddîn Hasan Bey (1423-1425)

Hacıemiroğulları (Bayramoğullari)
- Hacı Bayram Bey (1313-1331)
- Hacı Emir Bey (1331-1361)
- Süleyman Bey (1386-1392)